# Zwiesel (Botanik)

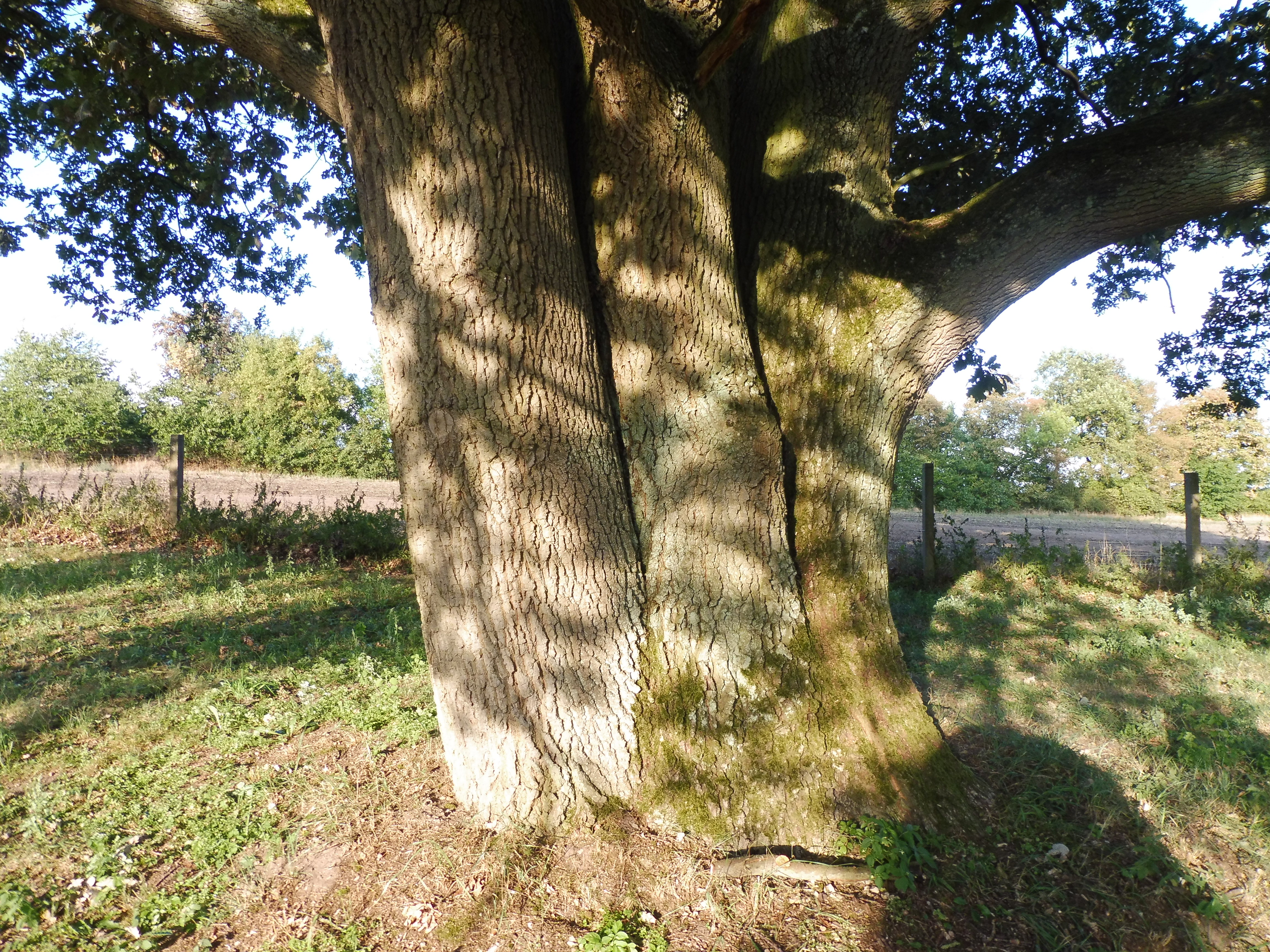
Dreistämmige Eiche (Drilling)

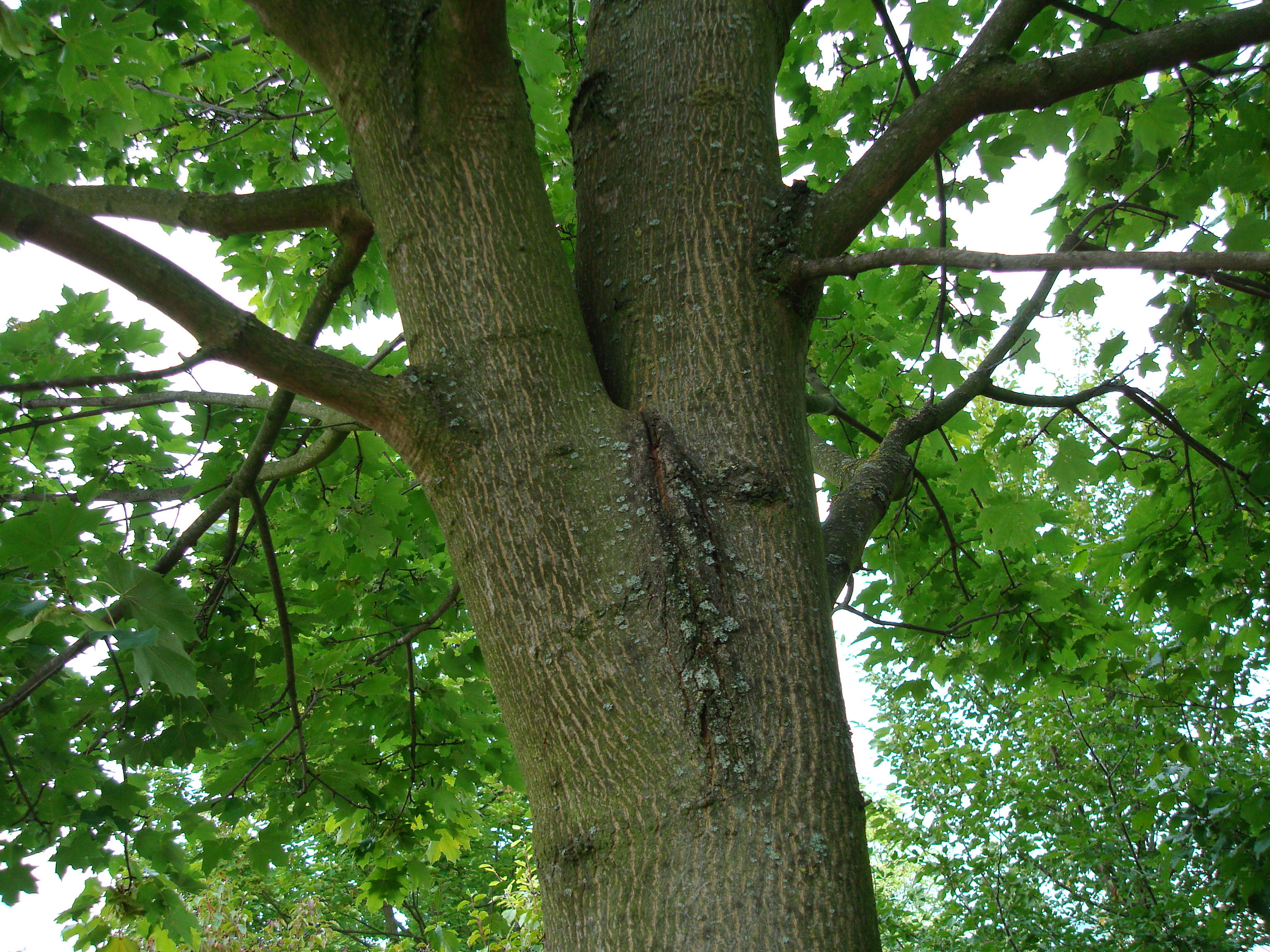
V-Zwiesel bei einem Ahorn

Als Zwiesel (auch Zwille) wird die Aufgabelung eines dominanten Pflanzentriebs (z. B. eines Baumstamms) in zwei kodominante, also etwa gleich starke, Arme („Stämmlinge“) bezeichnet.
Zwiesel bilden sich entweder aus den zusammengewachsenen Stämmen nah beieinander stehender Bäume oder infolge der Ablösung eines dominanten Grundtriebs durch zwei oder mehr kodominante Triebe, welche meist durch eine Beschädigung der Terminalknospe bzw. des Spitzentriebs verursacht wird. Im Gegensatz zur Zwieselbildung erfolgt die Astbildung, indem aus einem bereits bestehenden dominanten Grundtrieb seitlich neue Triebe heraussprießen.
Verzwieselungen treten nicht nur im Stammbereich auf. Der Verzwieselung eines Asts wird aber von vielen (z. B. in der forstwirtschaftlichen Praxis) keine gesonderte Aufmerksamkeit geschenkt, meist spricht man dann schlicht von einer Astgabel.
Liegt der Zwiesel oberhalb der Brusthöhe, gilt ein Baumstamm üblicherweise als ein einzelner Stamm; liegt er darunter, gelten die Stämme als eigenständig.

## Grundformen und Ursachen der Entstehung

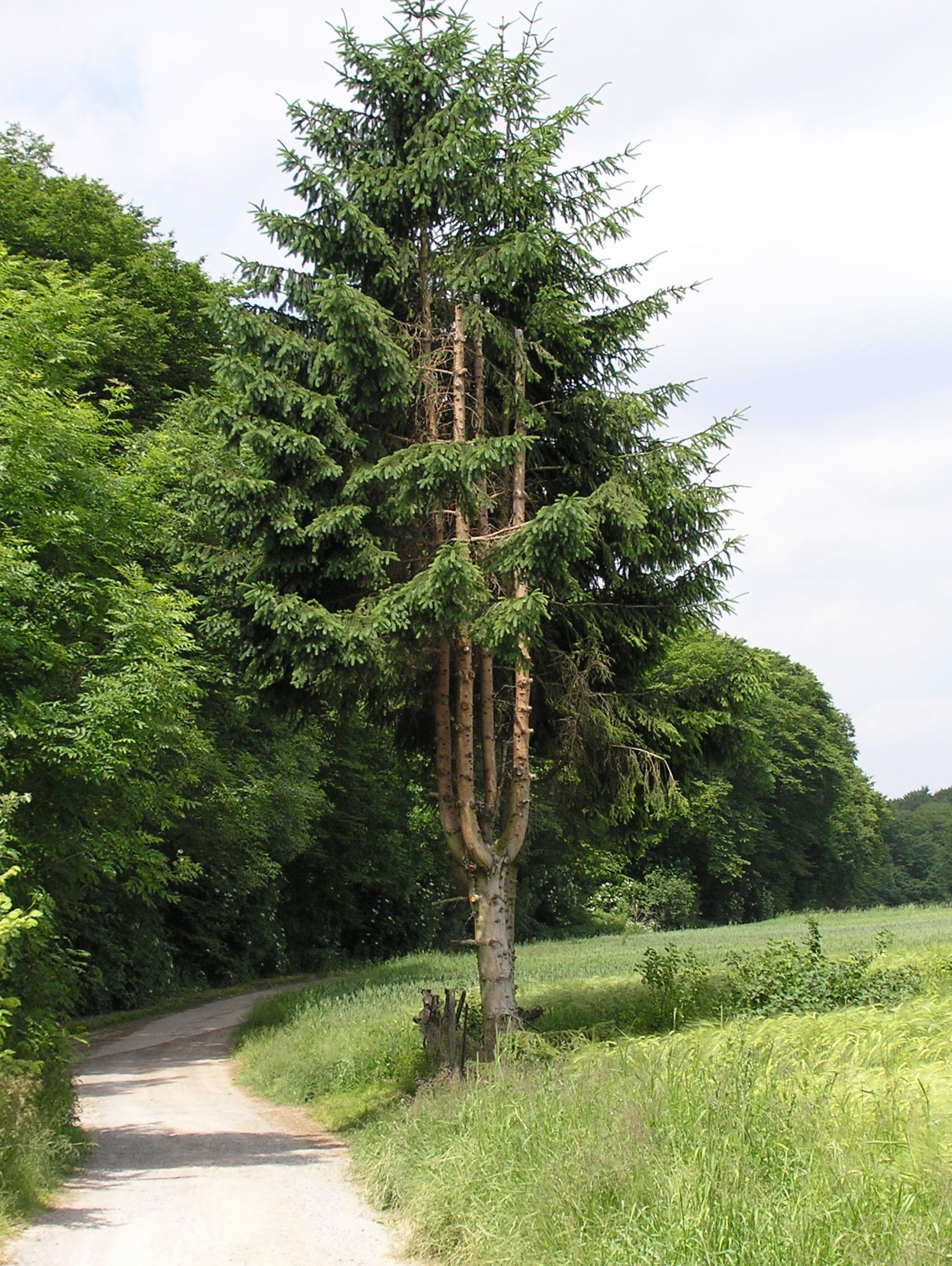
Kandelaberstamm (Fichte)

### Echte und unechte Zwiesel
Es gibt zwei Grundformen des Zwiesels, die sich hinsichtlich der Einheitlichkeit ihres Erbmaterials (Genom) unterscheiden:
„Echte Zwiesel“ oder „Verwachsungszwiesel“ bilden sich, wenn mindestens zwei verschiedene Sämlinge so nahe beieinander stehen, dass sie im unteren Stammteil zusammenwachsen und dort gemeinsame Jahresringe bilden. Am gefällten Baum sind solche Verwachsungszwiesel an ihrem Doppelkern kenntlich. Weiter oberhalb trennen sich die einzelnen Anteile wieder und wachsen jeder für sich weiter; die einzelnen Stämmlinge (das sind die kronenbildenden Triebe) des echten Zwiesels haben somit unterschiedliches Erbmaterial. Meist besteht ein Zwiesel aus zwei Stämmlingen (Zwilling), daneben gibt es seltener auch Drillinge und gelegentlich sogar Garbenbäume, die aus vier oder mehr Stämmlingen bestehen.
„Unechte“ oder „falsche Zwiesel“, auch „Gabelungszwiesel“ genannt, gehen hingegen aus einem einzigen Stamm hervor und verfügen daher über ein einheitliches Erbmaterial.

### Traumatische und physiologische (unechte) Zwiesel
Die (gegenüber den echten Zwieseln sehr viel häufigeren) unechten Zwiesel teilt man nach ihrer Entstehungsursache in zwei Gruppen ein:
Bei den traumatischen (von griechisch τραύμα trauma „Wunde, Verletzung“) Zwieselbildungen ist eine Beschädigung der Terminalknospe (Endknospe) bzw. des Spitzentriebes ursächlich. Gründe hierfür können unter anderem Fraß durch Insekten (z. B. die Eschen-Zwieselmotte), Wildverbiss, Fegeschäden, Spätfrost oder Pilzbefall sein. Bei Baumarten, die gegenständige (d. h. abwechselnd um 180° um die Stielachse versetzte) Knospen austreiben, bilden sich daraufhin zwei gegenüberstehende, gleichwertige Ersatztriebe.
Andererseits gibt es auch sogenannte physiologische Zwiesel, bei denen keinerlei Verletzung im Spiel ist und die somit als eine Art Normvariante anzusehen sind. Für Buchen konnte z. B. gezeigt werden, dass eine Verzwieselung als Extremform eines besonders kurzen Internodiums zwischen Terminalknospe und dem nächsten Seitentrieb verstanden werden kann. Solche besonders kurzen Internodien kommen gehäuft vor, wenn Knospen vorzeitig ausgetrieben werden (sog. Prolepsis). Auch die Belichtungsverhältnisse können eine bedeutsame Rolle bei der Zwieselbildung spielen, da sie sich auf den Rhythmus des Knospenwachstums auswirken.

## Ausprägung

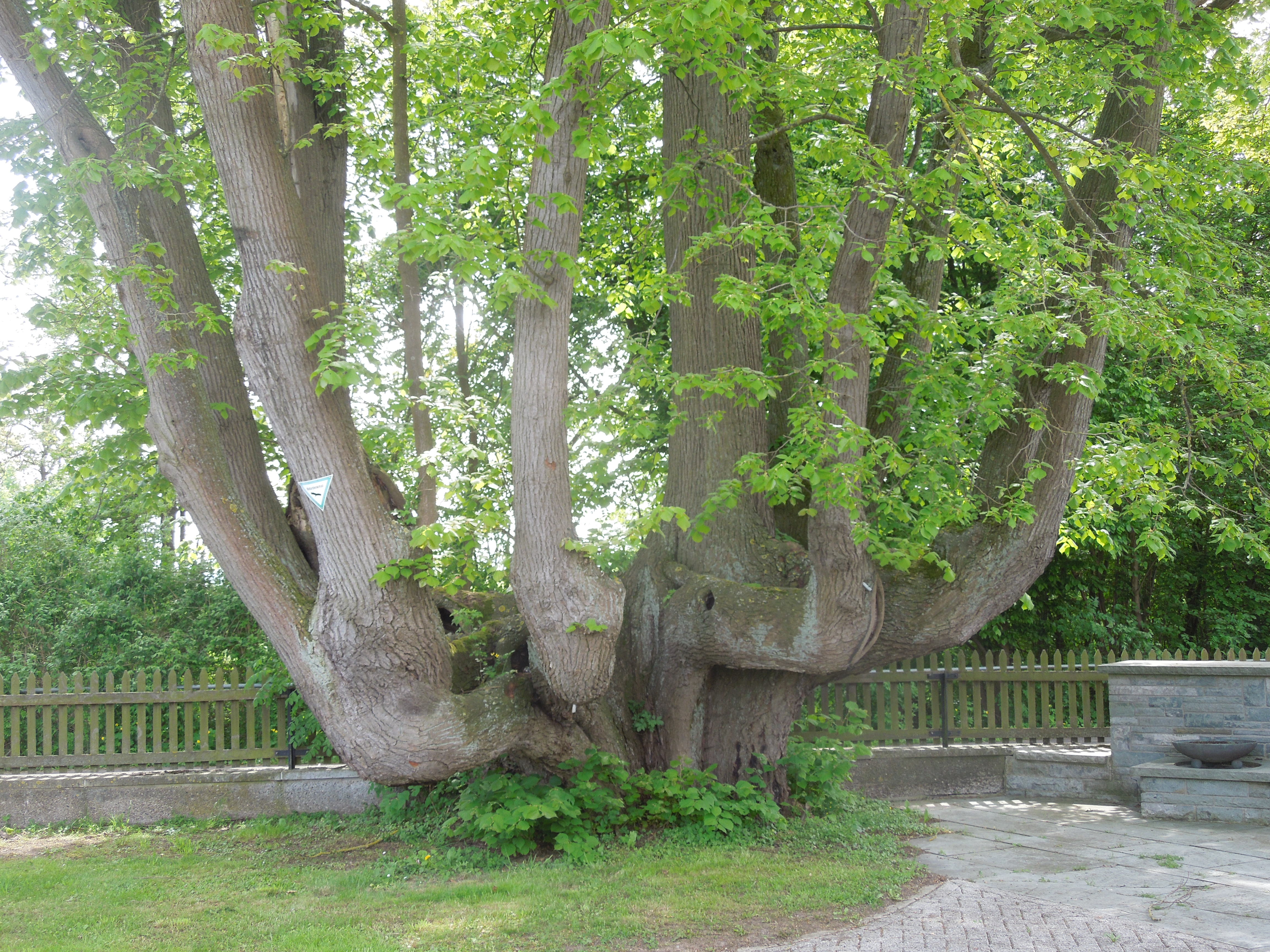
Kandelaber-Linde von Dorla (2015, inzwischen wegen Pilzbefalls gefällt)

Bei der Zwieselung unterscheidet man je nach der Verzweigungsform bzw. dem Winkel, in dem die beiden Stämmlinge zueinander stehen, U- und V-Zwiesel.
Bei den U-Zwieseln ist die Vergabelung eher rundlich (u-förmig) oder zumindest relativ stumpfwinklig. In diesen Fällen bildet der Baum auf der Oberseite (= der Innenseite) der Aufzweigungsstelle sogenanntes Zugholz aus, das sind Holzfasern, die den Zug der nicht mehr in der Hauptstammachse wachsenden Stämmlinge aufnehmen und so normalerweise für eine gute Stabilität sorgen. Daher spricht man in diesen Fällen auch von Zugzwieseln. Sie entstehen eher in Bodennähe. Zumindest für Buchen lässt sich sagen, dass Zwiesel in den ersten Jahren bis Jahrzehnten nach ihrer Entstehung zumeist eine U-Form präsentieren.
Als eine Extremform des U-Zwiesels kann der Kandelaberstamm angesehen werden. Er weist mehrere Wipfel auf, die armleuchterförmig angeordnet sind. Solche Formen entstehen meist nach Verlust und Beschädigung des Wipfeltriebes, also als falsche Zwiesel: Die Seitenäste des obersten verbliebenen Astquirls richten sich auf und bilden jeweils eigene Stämmlinge. Solche Erscheinungen treten hauptsächlich bei Fichten und Zirben auf.
Wenn hingegen unechte Zwiesel in etwas größerer Höhe entstehen, etwa durch Windbruch oder Insekten, aber auch erbanlagenbedingt, verzweigen sich die daraus hervorgehenden Stämmlinge oftmals spitzwinklig, weswegen man in solchen Fällen anschaulich von V-Zwieseln spricht. Hierbei sind die beiden Stämmlinge auch oberhalb der ursprünglichen Aufzweigung noch durch eine Naht miteinander verbunden. Eine solche Vergabelung nennt man auch „Waldbraut“ (aufgrund der Formähnlichkeit der – umgekehrt oder auch liegend gedachten – Aufzweigungsstelle mit einem weiblichen Unterleib). Eine weitere Bezeichnung ist „Druckzwiesel“, weil die (falsche) Vorstellung naheliegt, dass sich die beiden Stämmlinge, wenn sie dicker werden, gegenseitig wegdrücken. Dabei sollen entweder die Rinde oder der Holzzuwachs diesen Druck ausüben. Ein solcher Druck wurde jedoch nie nachgewiesen; theoretisch mögliche Spannungen liegen um Größenordnungen unterhalb der in Bruchversuchen gemessenen. Andere Herleitungen des Begriffs begründen ihn damit, dass sich die Stämmlinge durch Holzzuwachs an der Außenseite, oder aber durch ihr eigenes Gewicht zusammendrücken würden. Zwischen den beiden Stämmlingen von V-Zwieseln, seltener aber auch U-Zwieseln, kann Rinde eingeklemmt sein, sodass dort kein Holzzuwachs mehr möglich ist. Als Ursache der spitzwinkligen Vergabelung wird der verschärfte Konkurrenzdruck um das Licht durch seitliche Abschattung bei dichtem Baumbestand diskutiert, sodass beide Stämmlinge möglichst senkrecht nach oben in Richtung des Lichteinfalls wachsen.

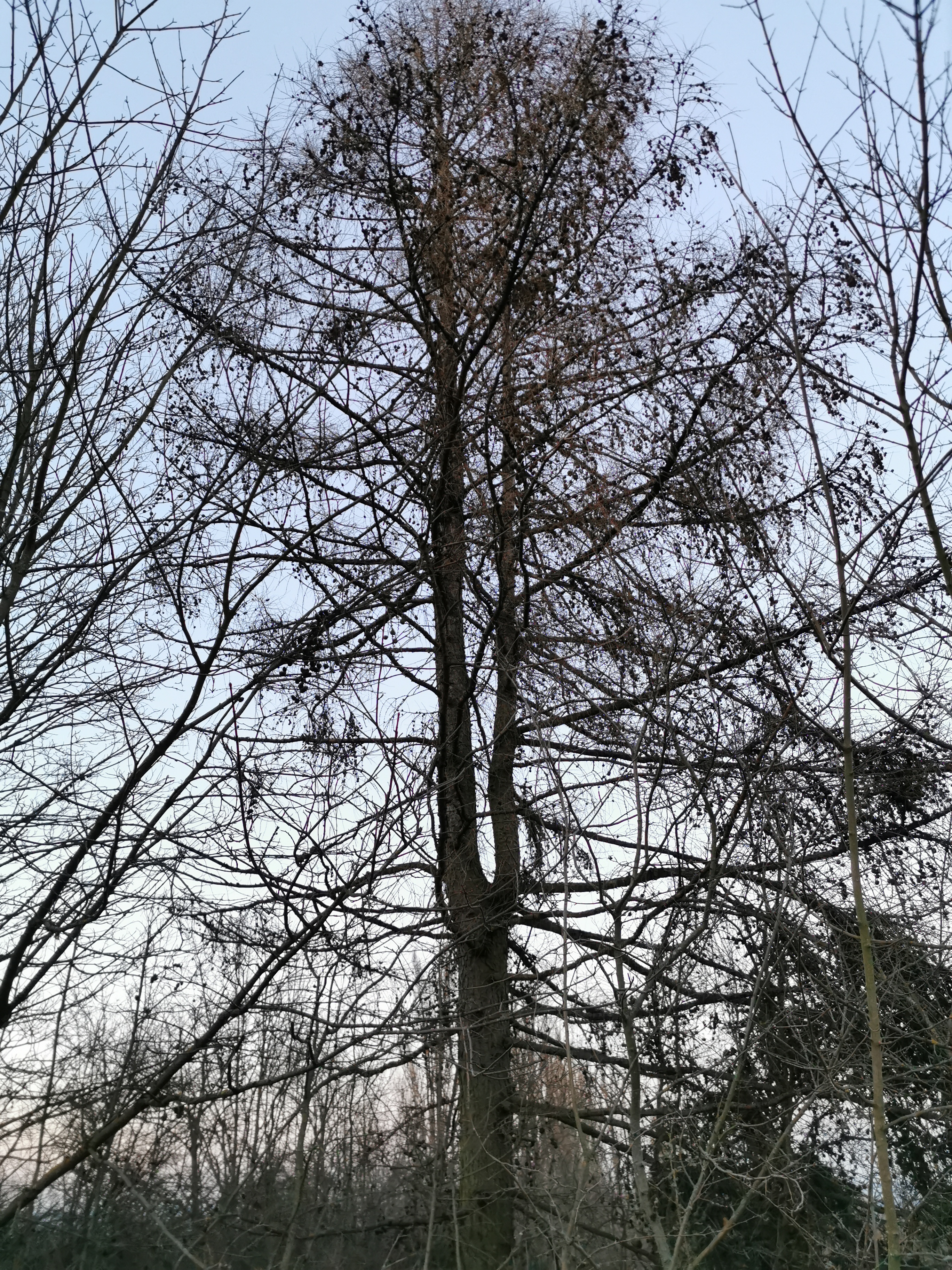
Kindelbildung bei einer Lärche; der linke Stämmling ist deutlich dominant

Bleibt bei der Zwieselbildung hingegen einer der Stämmlinge im Wuchs zurück, wird er als „Kindel“ bezeichnet.

## Folgen von Zwieselwuchs

### Auswirkungen auf die Stabilität
Hinsichtlich der Stabilität eines Baumes gilt die Bildung eines U-Zwiesels als eher unbedenklich, während bei V-Zwieseln bis heute vielfach ein größeres Sicherheitsrisiko gesehen wird, und zwar hauptsächlich aufgrund der von den Stämmlingen vermeintlich aufeinander ausgeübten Druckbelastungen. Als weitere Probleme werden die Bildung von Wassertaschen und Frostsprengungen in der Kerbe gesehen. Indes konnte keines dieser Phänomene wissenschaftlich abgesichert werden. Bäume reagieren auf Stabilitätsverluste mit Kompensationswachstum, und auch wenn im Bereich der eingewachsenen Rinde kein Holzzuwachs mehr möglich ist, so versuchen sie stattdessen, gemeinsame Jahresringe um die Verzweigungsstelle herumzubauen; dies zeigt sich dann in der Ausbildung sogenannter Ohren (auch Rippen genannt). Entgegen einer weitverbreiteten Annahme belegen Experimente an Buchenzwieseln, dass es zumindest bei dieser Baumart keinen signifikanten Unterschied in der Bruchfestigkeit von U- und V-Zwieseln gibt. Auch zeigen weitere aktuelle Untersuchungen, dass – wiederum entgegen landläufiger Meinung – die Größe der Ohren keinen Rückschluss auf die Festigkeit des Zwiesels zulässt.

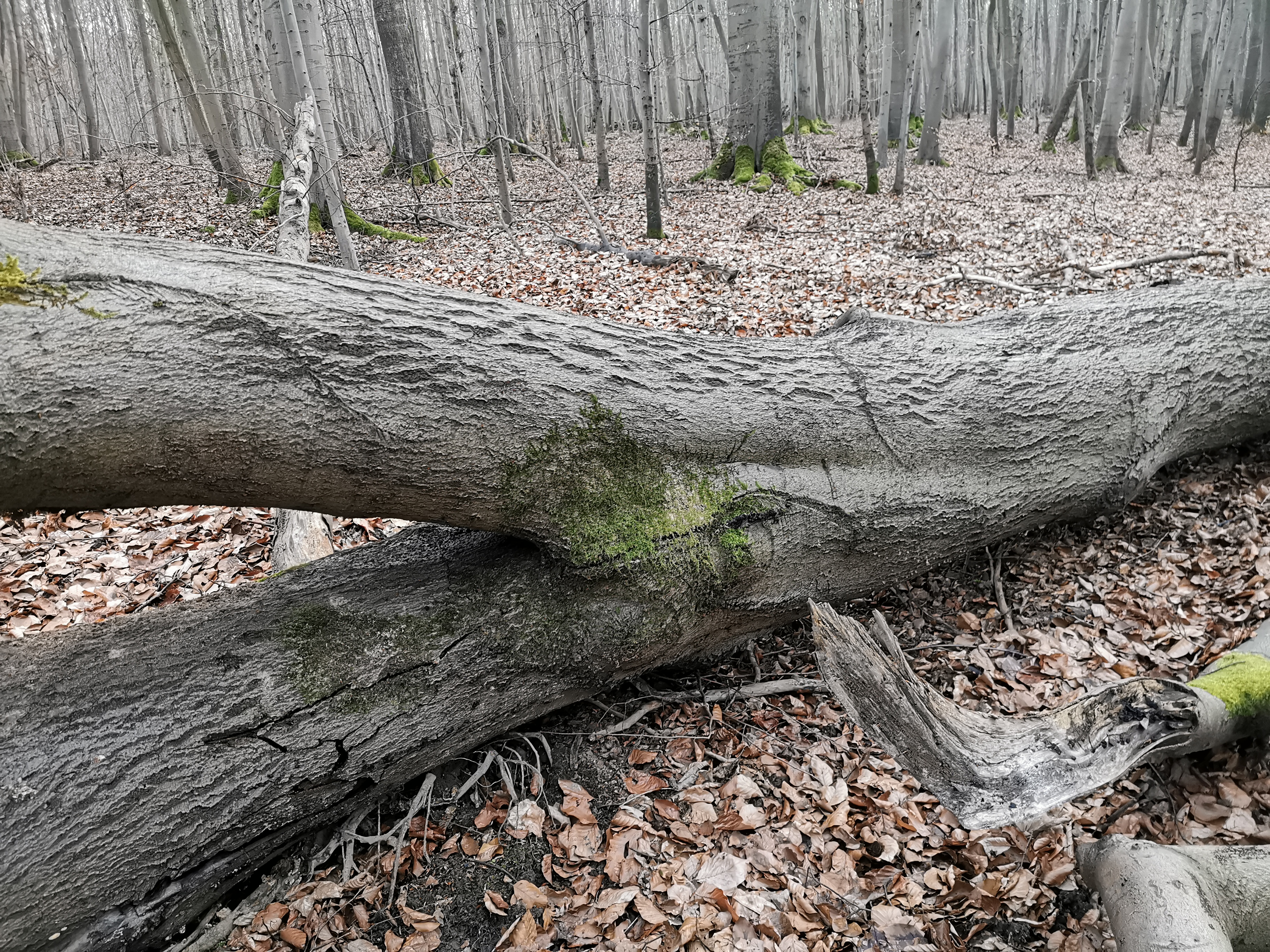
Eine „Waldbraut“ (umgestürzte Buche)

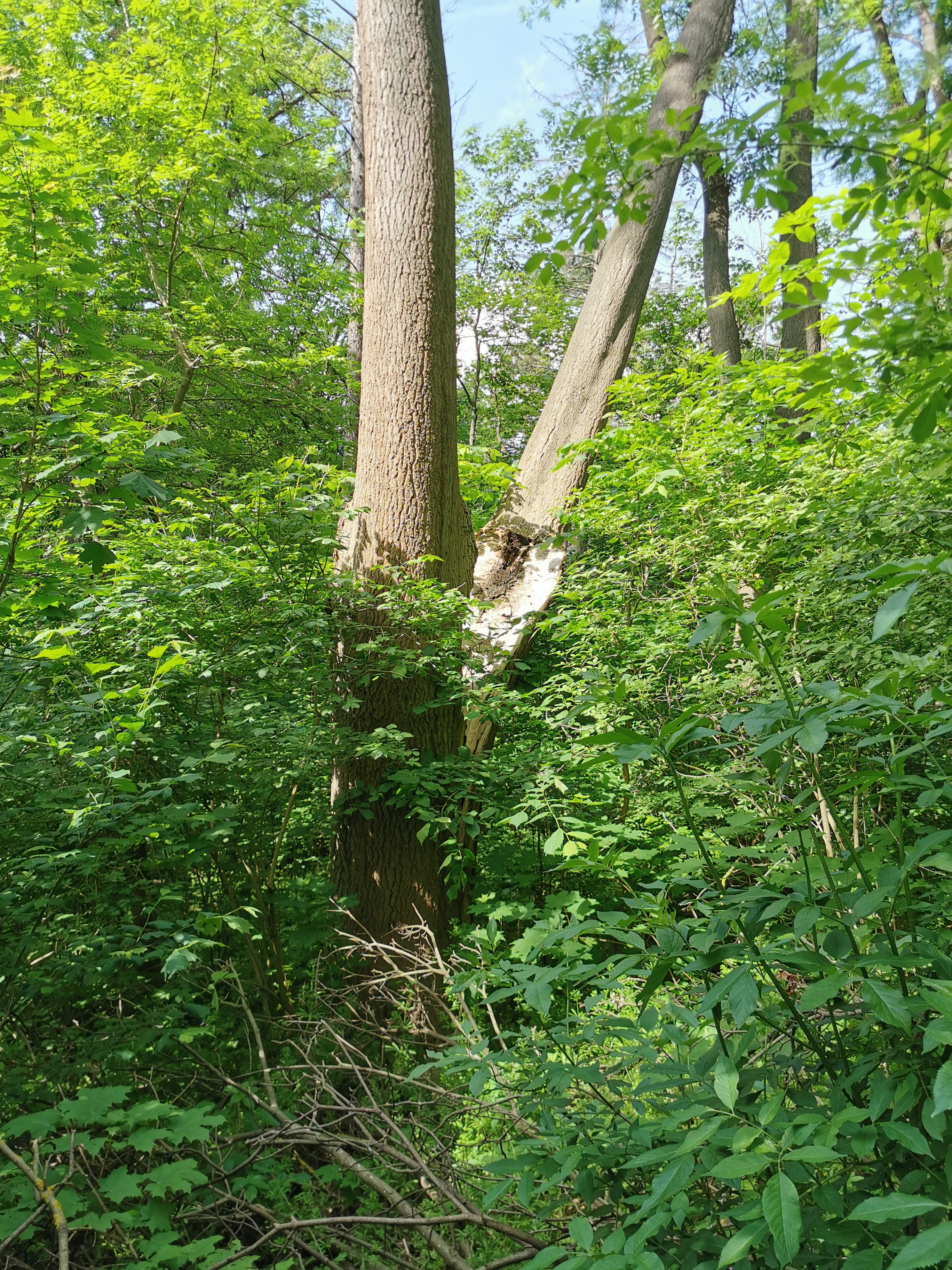
Eine im Bereich einer Verzwieselung auseinandergebrochene Esche. Beachte die Faulstelle im Berstungsbereich.

Aus Sicht der Verkehrssicherheit sind Zwiesel dann bedenklich, wenn sie Risse oder Fäulnisstellen aufweisen. Im Gefolge eines Anrisses oder gar Abrisses können leicht holzzersetzende Pilze eindringen und die Stabilität weiter vermindern, so dass die Restbäume dann vielfach binnen kurzem gänzlich zusammenbrechen. Als Zeichen für eine drohende Bruchgefahr gelten Formänderungen der Ohren oder der Austritt von schwarzem Saft entlang der „Nahtstelle“, denn er lässt auf Bewegungen in der Vergabelung schließen.

### Wirtschaftliche Gesichtspunkte
Forstwirtschaftlich stellt die Zwieselbildung als Holzfehler eine erhebliche Wertminderung dar, und zwar um so mehr, je tiefer die Verzweigung am Stamm ansetzt, da die schnittholztaugliche kaliberstarke Stammlänge entsprechend verkürzt ist. Bei der Stammholzverwendung muss die Zwieselstelle aufgrund ihrer verminderten Festigkeit (bedingt durch Rindeneinwüchse und Faserverwirbelungen) herausgeschnitten werden, was zu Mengenverlusten führt. Während jedoch Zwieselansätze beim Schnittholz unerwünscht sind, können sie andererseits – nicht zuletzt bei exotischen Hölzern – aufgrund ihrer Zeichnung für Schmuck- und Dekorationszwecke Verwendung finden.

## Zwiesel und Baumkuss
Der umkehrte Vorgang einer Verzwieselung, nämlich die innige Kontaktbildung zweier sich berührender Äste bzw. Stämme (u. U. auch verschiedener Baumarten), führt zu einem sogenannten Baumkuss: Die vom Wind verursachten Reibungen verursachen Rindenverletzungen, worauf es zu Reparaturmechanismen an den Kontaktstellen kommt. Im Ergebnis entstehen Rindenüberwallungen, die nicht selten den Ohrenbildungen an Zwieseln oder auch zwei einander küssenden Mündern ähnlich sehen – daher die Namensgebung. Hinsichtlich der Ausprägungen kann sich ein Baumkuss auf wenige Zentimeter erstrecken, nach denen sich die Stämmlinge wieder trennen, seltener aber auch zu einer Verschmelzung mit Austausch von Leitungsbahnen mit Stoffaustausch führen; im Extremfall bilden zwei Stämme nach einem Baumkuss eine gemeinsame Krone.

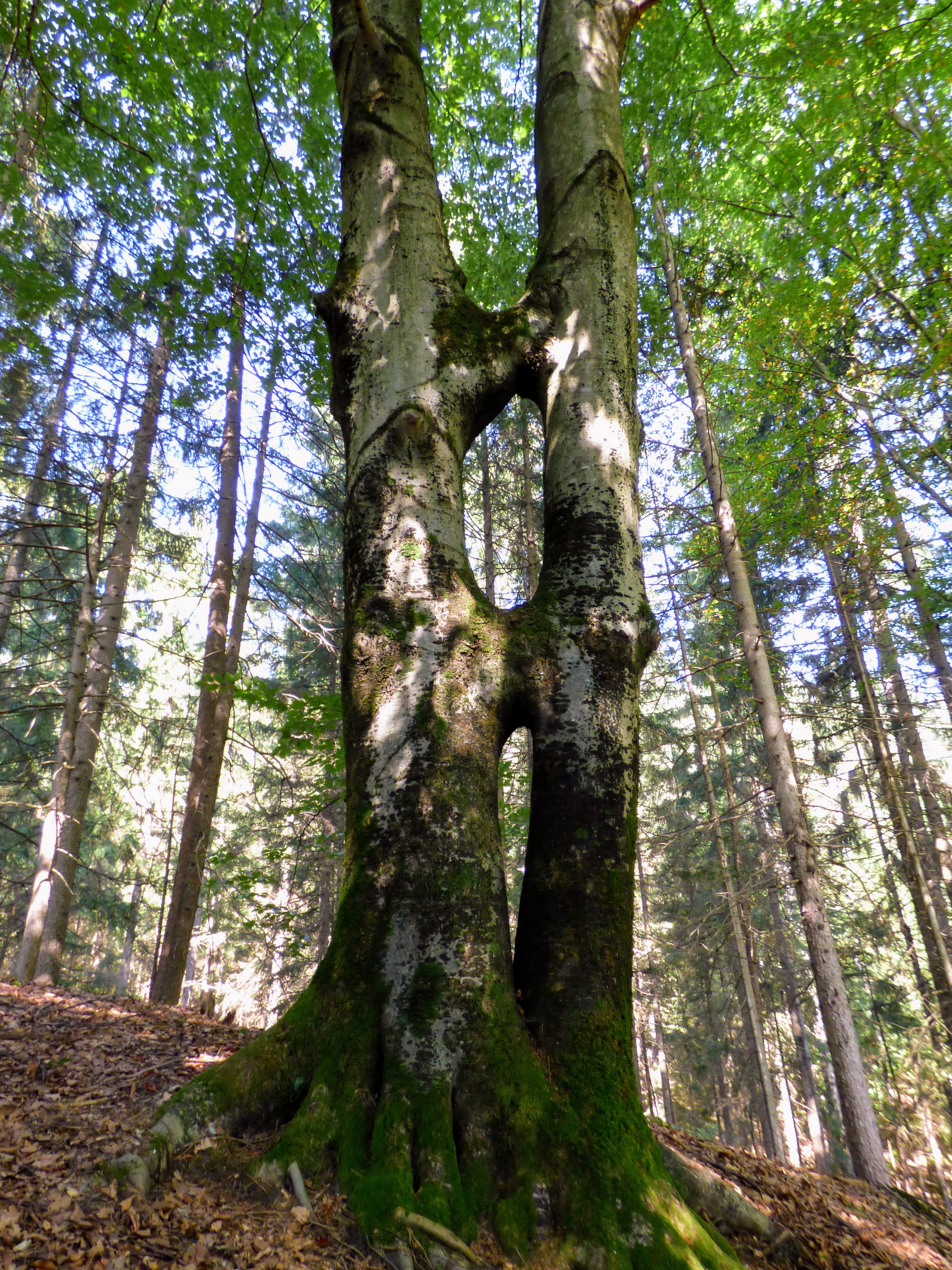
Birkenzwiesel mit zweifacher Baumkussausbildung und erneuter Trennung der Stämmlinge

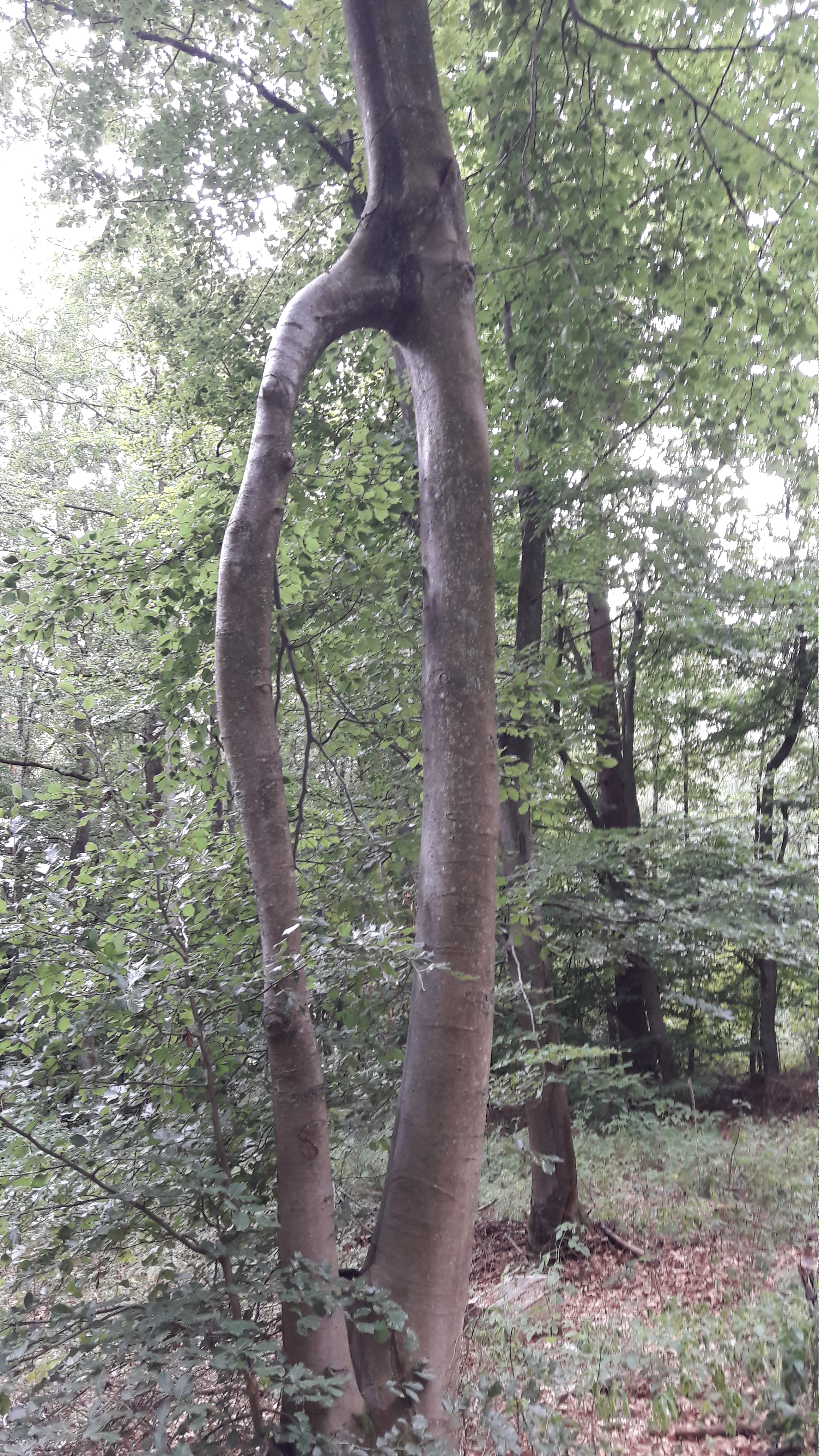
Rotbuchenzwiesel mit extremer Baumkussbildung, bei der die Stämmlinge vollständig miteinander verschmelzen und eine gemeinsame Krone sowie ein großes Elfenauge ausbilden

Nicht selten finden sich Kombinationen von Zwiesel und Baumkuss, indem sich zwei verzwieselte Stämmlinge erneut treffen. Das entstehende Loch wird als Elfenauge oder auch Engelsauge bezeichnet; in esoterisch angehauchten Kreisen werden solchen Strukturen traditionell mythische Eigenschaften zugeschrieben.